# Bobrowo (gmina Golina)
Bobrowo (nem. Boberfeld) – wieś w Polsce, położona w województwie wielkopolskim, w powiecie konińskim, w gminie Golina.
Przez miejscowość przebiega droga wojewódzka nr 467.
W latach 1975–1998 miejscowość należała administracyjnie do województwa konińskiego.